# خه‌اوم
خه‌اوم (به لهستانی: Chełm) یک سکونتگاه مسکونی در لهستان است که در استان لوبلین واقع شده‌است.

## خصوصیات
خه‌اوم ۳۵٫۲۸ کیلومترمربع مساحت و ۶۷٬۷۰۲ نفر جمعیت دارد.

## خواهرخوانده
شهرهای زیندلفینگن، ناکسویل، تنسی، مورلیکس و لوتسک خواهرخوانده‌های خه‌اوم هستند.